# Kosakonia
Genre
Kosakonia est un genre de bacilles Gram négatifs (BGN) de la famille des Enterobacteriaceae. Son nom fait référence au microbiologiste Yoshimasa Kosako en hommage à ses contributions à la taxonomie bactérienne.

## Taxonomie
Ce genre est créé en 2013 par reclassement de quatre espèces auparavant rattachées au genre Enterobacter, déjà comptées dans la famille des Enterobacteriaceae.
Jusqu'en 2016 il était rattaché par des critères phénotypiques à la famille des Enterobacteriaceae. Malgré la refonte de l'ordre des Enterobacterales par Adeolu et al. en 2016 à l'aide des techniques de phylogénétique moléculaire, Kosakonia reste dans la famille des Enterobacteriaceae dont le périmètre redéfini compte néanmoins beaucoup moins de genres qu'auparavant.

## Liste d'espèces
Selon la LPSN (1er novembre 2022) :
- Kosakonia arachidis (Madhaiyan et al. 2010) Brady et al. 2013
- Kosakonia cowanii (Inoue et al. 2001) Brady et al. 2013 – espèce type
- Kosakonia oryzae (Peng et al. 2009) Brady et al. 2013
- Kosakonia oryzendophytica (Hardoim et al. 2015) Li et al. 2016
- Kosakonia oryziphila (Hardoim et al. 2015) Li et al. 2016
- Kosakonia pseudosacchari Kämpfer et al. 2018
- Kosakonia quasisacchari Wang et al. 2019
- Kosakonia radicincitans (Kämpfer et al. 2005) Brady et al. 2013
- Kosakonia sacchari (Zhu et al. 2013) Gu et al. 2014